# Barri Gòtic

Barri Gòtic är det centrala av de fyra stadsdelarna i distriktet Ciutat Vella.

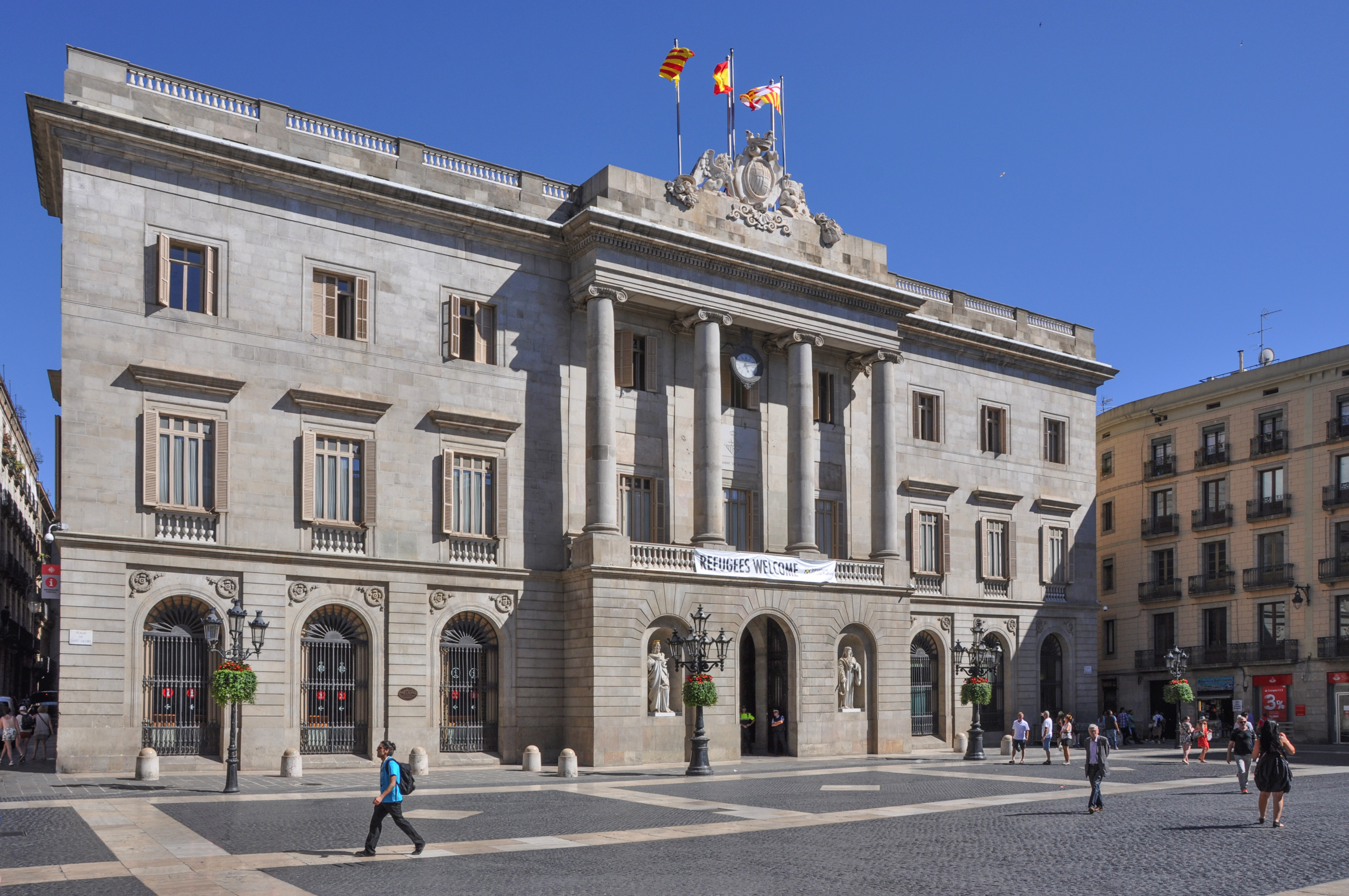
Barcelonas rådhus, Casa de la Ciutat.

Barri Gòtic, även känd som el Gòtic ("de gotiska kvarteren"), är en stadsdel i Barcelona. Den är en av de fyra delarna av det centrala stadsdistriktet Ciutat Vella och är den äldsta delen i den historiska stadskärnan.

## Användning och indelning
I Barri Gòtic, som breder ut sig öster om det centrala promenadstråket La Rambla, finns ett antal kyrkliga, kulturella och politiska byggnader. Dessa inkluderar Palau de la Generalitat (säte för regionregeringen), staden Barcelonas rådhus (Casa de la Ciutat), stadens romersk-katolska katedral och operan Liceu.
Stadsdelen är sammansatt av sju historiska stadsdelar och områden. Dessa är:
- Barri de la Catedral (katedraldistriktet)
- Barri del Call i Sant Felip Neri
- Barri de Sant Just
- Barri del Palau
- Barri del Pi
- Barri de Santa Anna
- Barri de la Mercè

## Historik
Under 1700-talet förtätades stadsdelen kraftigt genom den stora befolkningsökningen innanför de dåtida stadsmurarna. Trädgårdstomterna bebyggdes, och resultatet blev ett oregelbundet nät av byggnader.
Stadsdelens utformning bestod i stort sett intakt fram till slutet av 1800-talet, en tid med stora byggnadsprojekt i staden (inklusive Eixample). Vid den tiden revs det gamla Barcelonas stadsmurar, och de olika församlingarnas kyrkogårdar omvandlades till torg och parker.